# Arte dei Vaiai e Pellicciai

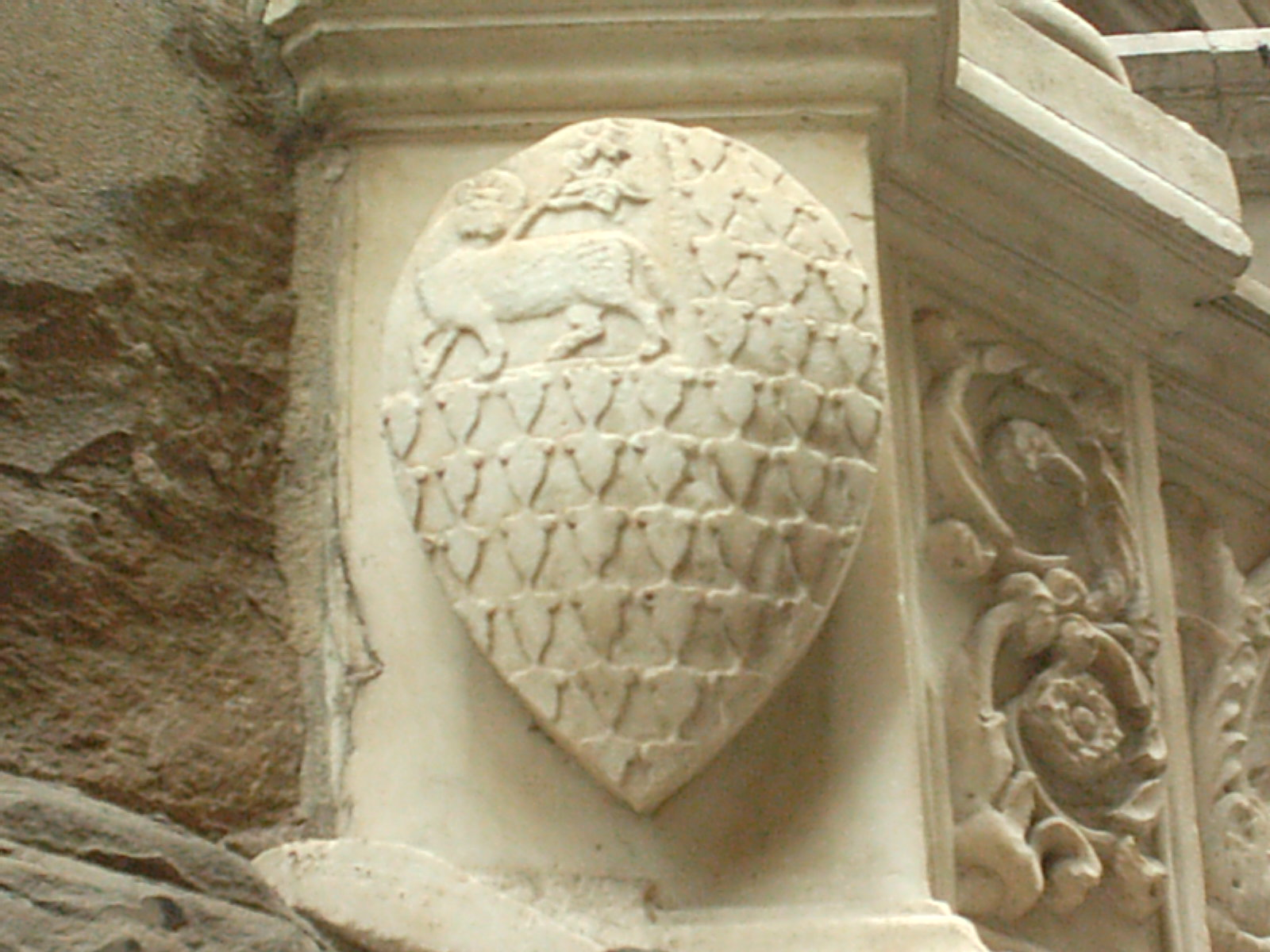
Armoiries de l'Arte à Orsanmichele

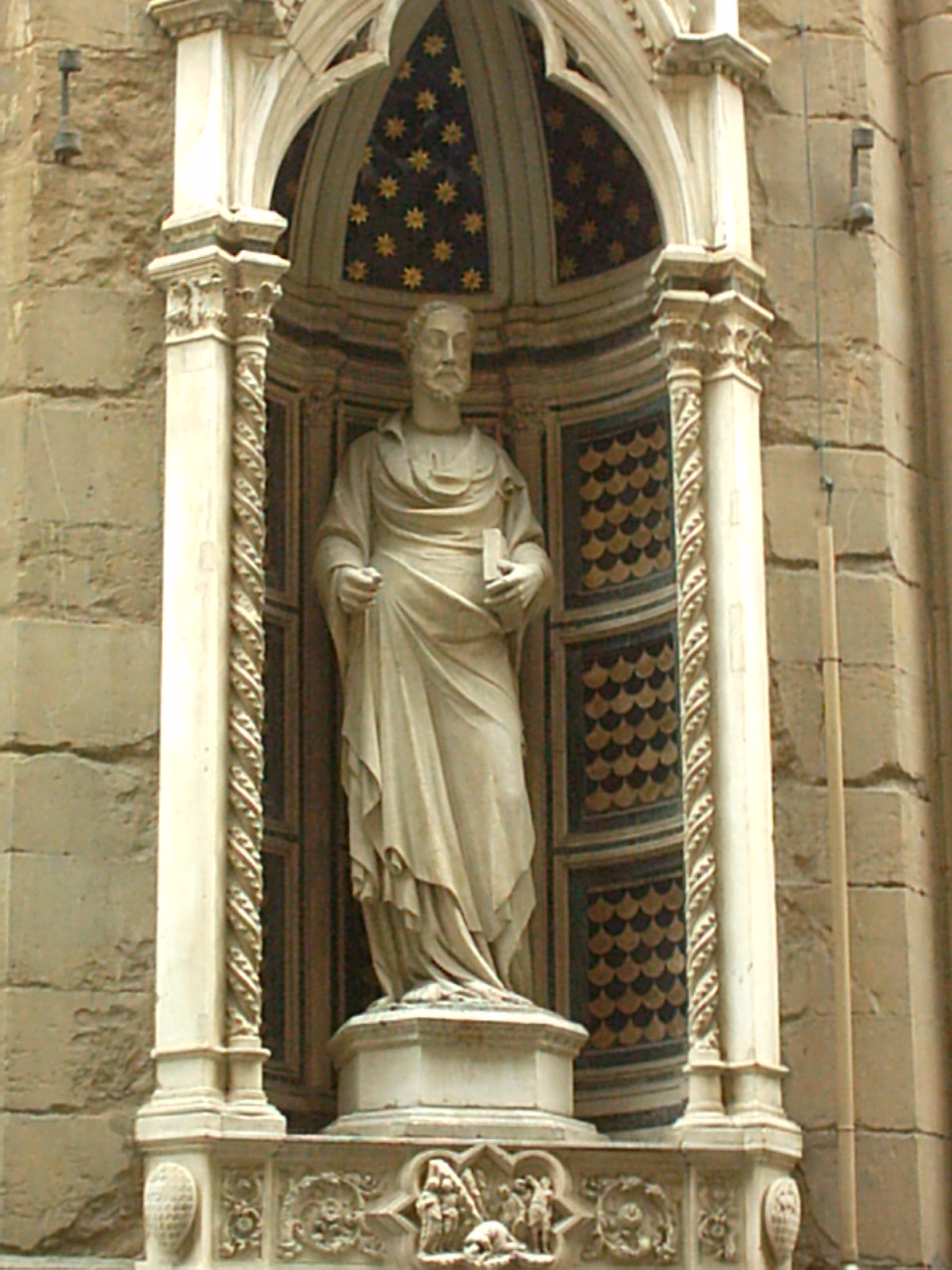
Statue de San Jacopo, saint patron de l'Arte à Orsanmichele

L' Arte dei Vaiai e Pellicciai  est une corporation des arts et métiers de la ville de Florence, l'un des sept arts majeurs des Arti di Firenze qui y œuvraient avant et pendant la Renaissance italienne.

## Membres de la corporation
Elle regroupe toutes les professions du traitement des peaux animales (comprenant le vair) par le pelletier et le commerce des fourrures.

## Saint patron
- San Jacopo (Jacques de Zébédée) représenté par une statue de  Niccolò di Pietro Lamberti, dans l'une des niches (tabernacoli) de l'église d'Orsanmichele.

## Membres illustres
- x

## Sources
- (it) Cet article est partiellement ou en totalité issu de l’article de Wikipédia en italien intitulé « Arte dei Vaiai e Pellicciai » (voir la liste des auteurs).